# George Daniel Savu
George Daniel Savu (Bucarest, Rumanía, 20 de marzo de 1983) es un futbolista rumano. Juega de portero en el Arroyo Club Polideportivo.

## Trayectoria
Comenzó su carrera deportiva en un equipo de la segunda en Rumania, luego firmaría con el FC Dacia Chișinău de Moldavia, donde llegaría a la final de la Copa Intertoto.
En 2007 volvería a Rumanía donde jugaría en primera y segunda en varios equipos hasta llegar a España en el año 2012.
El cancerbero llegó en verano de 2012 a prueba en el Atlético Sanluqueño Club de Fútbol, y finalmente pasó a jugar parte de la temporada 2012/13 en el club andaluz, por conseguir la permanencia en Segunda División B.
En enero de 2013 firmó con el FC Cartagena, equipo recién descendido del fútbol profesional, Segunda División de España. Con el conjunto cartagenero, concluye la temporada como subcampeón de grupo y disputa las eliminatorias de ascenso a la Segunda División. Hasta la fecha lleva disputados 3 partidos (2 de Liga y 1 partido de Copa RFEF).

## Clubes
| Club                               | País     | Año         |
| ---------------------------------- | -------- | ----------- |
| FC Săcele                          | Rumanía  | 2006        |
| FC Dacia Chișinău                  | Moldavia | 2006-2007   |
| FC Ceahlăul Piatra Neamț           | Rumanía  | 2007 - 2009 |
| Concordia Chiajna                  | Rumanía  | 2009 - 2010 |
| FC Ceahlăul Piatra Neamț           | Rumanía  | 2010        |
| Victoria Brăneşti                  | Rumanía  | 2010-2011   |
| Alro Slatina                       | Rumanía  | 2011-2012   |
| Atlético Sanluqueño Club de Fútbol | España   | 2012-2013   |
| FC Cartagena                       | España   | 2013-2014   |
| Arroyo Club Polideportivo          | España   | 2014-2016   |
| FC La Unión Atlético               | España   | 2016-2022   |